# Габарит подвижного состава

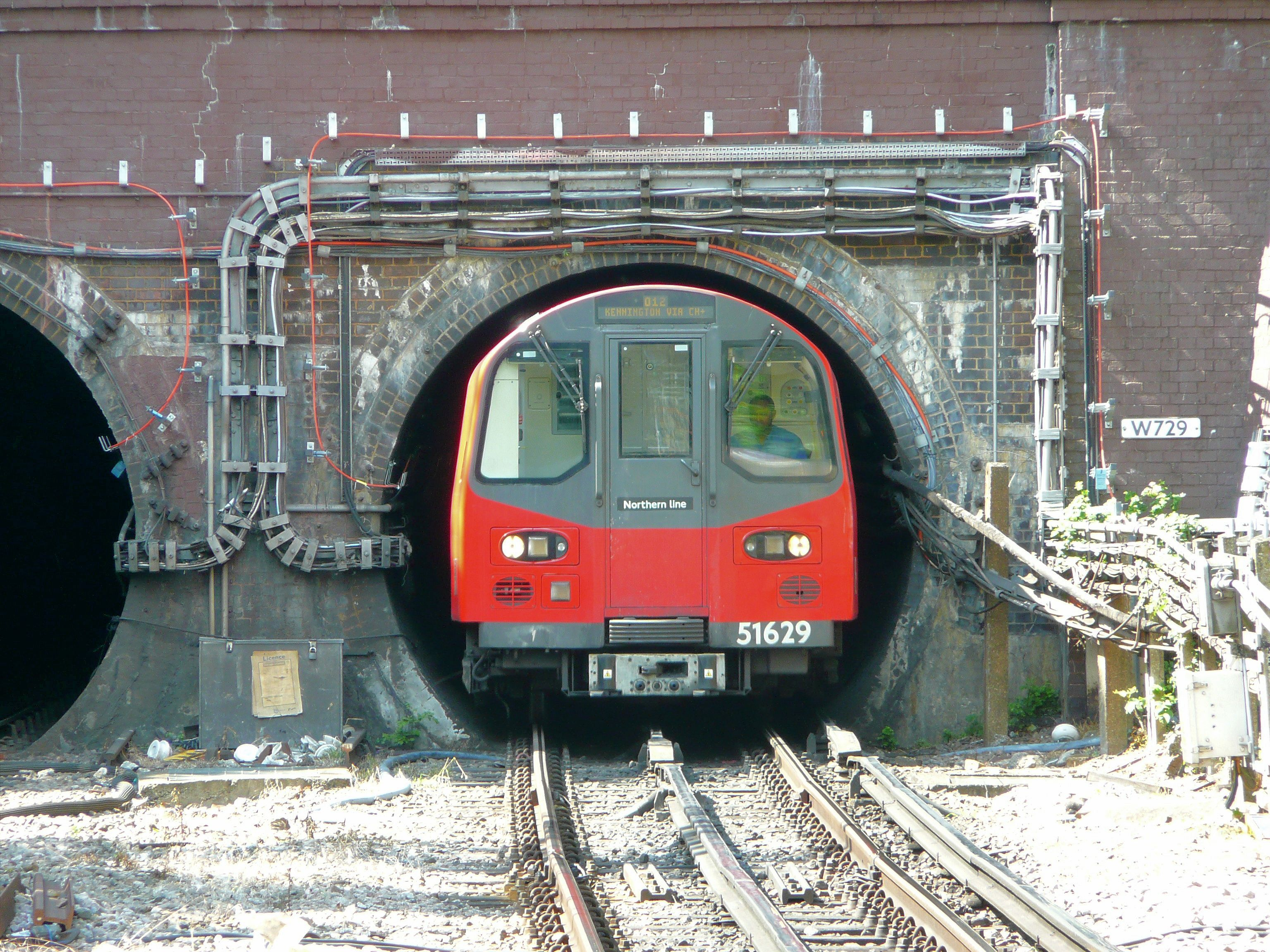
Размер тоннелей определяет максимальный размер вагонов

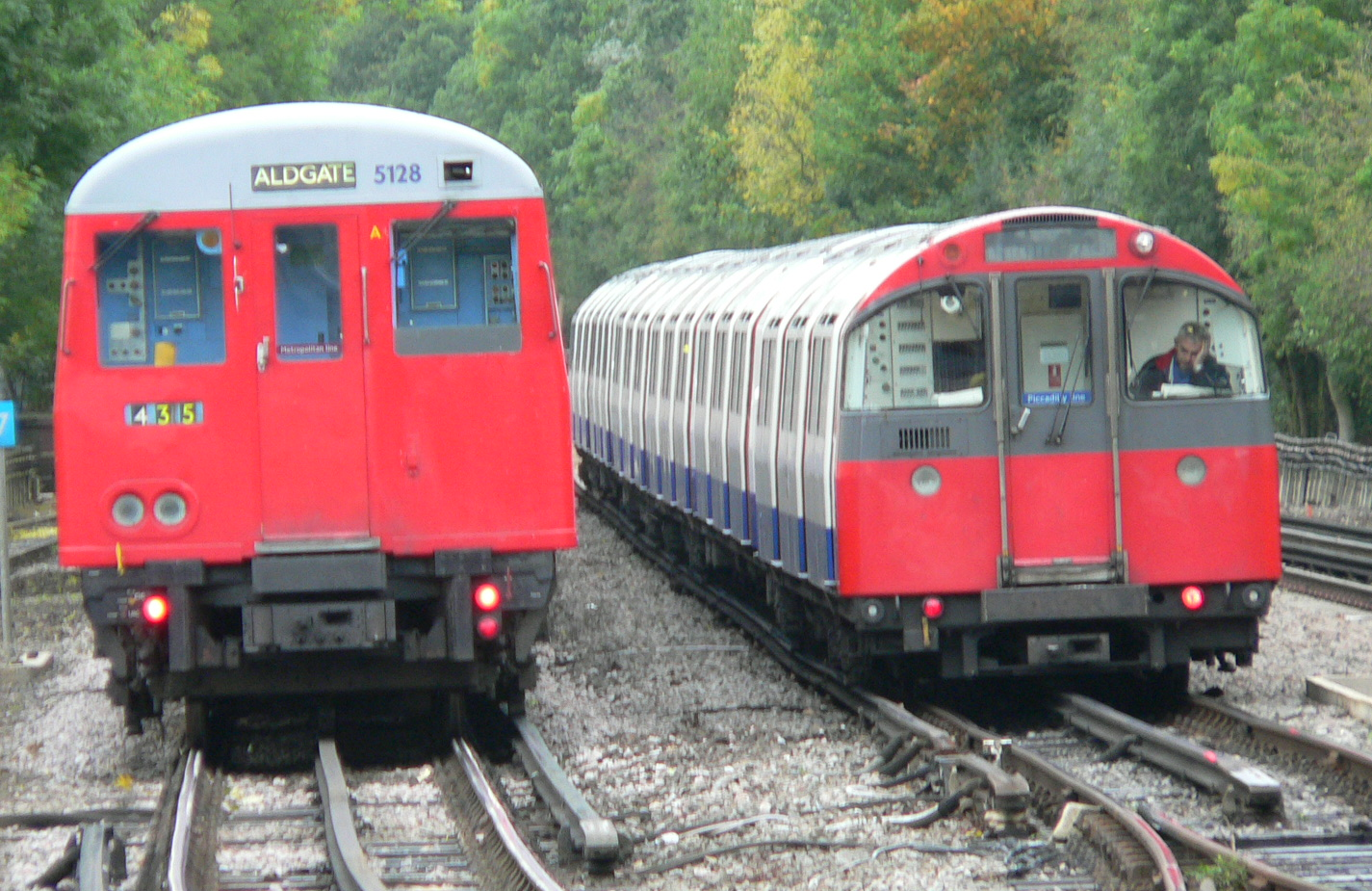
Линии глубокого заложения лондонского метрополитена имеют наименьший габарит подвижного состава среди всех железных дорог, использующих «европейскую колею»

Габари́т подвижно́го соста́ва — предельное поперечное (перпендикулярное оси пути) очертание, в котором, не выходя наружу, должен помещаться на прямом горизонтальном пути железнодорожный подвижной состав как в порожнем, так и в гружёном состоянии.
Габарит подвижного состава различается в разных государствах и странах и может различаться на разных линиях в пределах одного государства и страны. Например, габарит подвижного состава метрополитена может быть меньше, чем на обычной железной дороге, что позволяет уменьшить диаметр тоннелей. Во многих странах габарит подвижного состава приближен к габариту строений, что представляет собой смертельную опасность для лиц, находящихся за габаритом поезда — зацеперов. 
Не следует путать с габаритом погрузки, применяемым при перевозке груза на открытом подвижном составе. Например, применяемые в России габариты погрузки (основной, льготный, зональный) имеют меньшую ширину, чем габариты подвижного состава по ГОСТ 9238-2013.
Точкой отсчёта вертикальных размеров габаритов подвижного состава является уровень головки рельса. Уровень головки рельса определяется как горизонтальная линия, касательная к верху головки рельса. Поскольку рельс, уложенный в путь, имеет подуклонку, его поверхность катания не горизонтальна. В кривой, где наружная рельсовая нить имеет возвышение, уровень головки рельса определяется на внутренней рельсовой нити..

## По государствам и странам

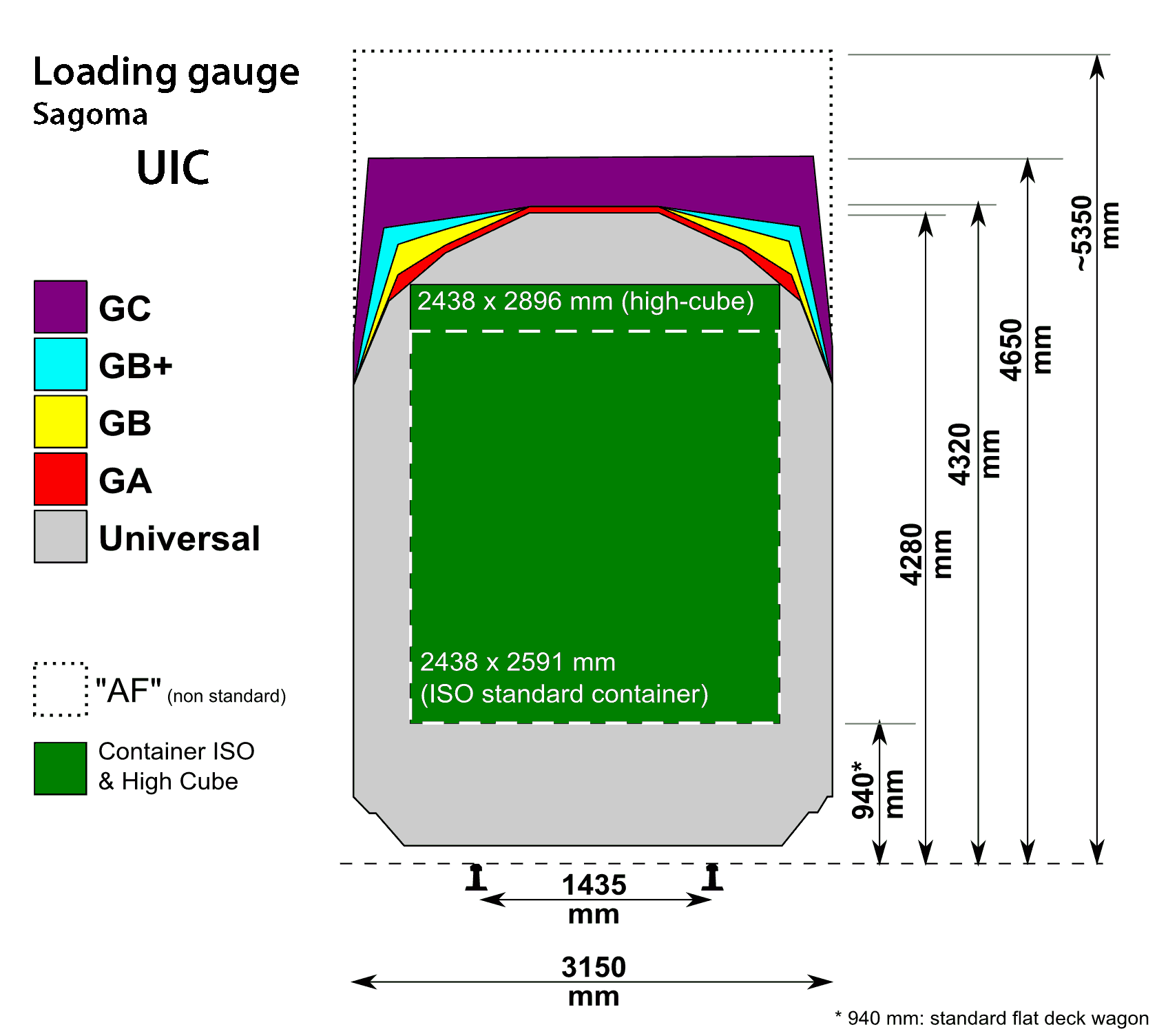
Габариты, разработанные Международным союзом железных дорог (IUC). PPI имеет наименьший размер (показан серым)

Подвижной состав первых железных дорог имел небольшие размеры. Затем его размеры стали постепенно увеличиваться, чтобы обеспечить рост вместимости вагонов и мощности локомотивов. Нередко это требовало реконструкции старых линий. Всё это привело к большому разнообразию стандартов.

### Европа
В 1912 году в Берне была проведена конференция, на которой был принят стандарт PPI (Gabarit passe-partout international). Он предусматривает ширину 3,15 метра и высоту в центре 4,28 метра (полная ширина разрешается до высоты 3,175 метра). PPI близок к российскому габариту 03-ВМ. Значительная часть европейских железных дорог допускает движение подвижного состава с бо́льшими габаритами, и в 1980-е гг. при разработке советской военной техники, которую предполагалось использовать в Западной Европе, ориентировались на габарит 02-ВМ, однако в то же время по сей день сохраняются линии (в основном в Великобритании), не обеспечивающие даже PPI.
Международный союз железных дорог и Европейское железнодорожное агентство так же разработали серию стандартов.
Наибольшие габариты в Европе обеспечивают линия Бетюве в Нидерландах и Евротоннель под Ла-Маншем (ширина 4,1 метра, высота 6,15 метра и 5,6 метра соответственно).

### Россия

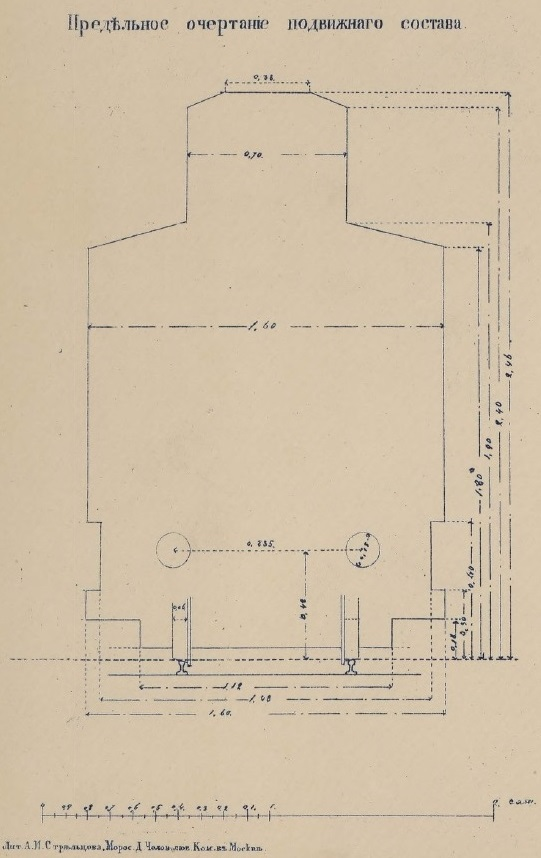
Габариты подвижного состава российских железных дорог 1860 года (размеры в саженях)

В России габариты приближения строений и подвижного состава, единые для всех железных дорог Российской империи, впервые были введены в 18 марта 1860 года, а междупутье на перегонах двухпутных участков железных дорог было установлено равным 3772 мм по условиям безопасного пропуска встречных поездов. Горизонтальный размер габарита приближения строений и величина междупутья были установлены одинаковыми для прямых и кривых участков ЖД-пути, что было связано с небольшой величиной базы двухосного подвижного состава и незначительным геометрическим выносом габарита вагонов при прохождении кривых участков пути ЖД. Техническая дальновидность, проявленная русскими инженерами путей сообщения, позволила просуществовать первым габаритным нормам приближения строений и подвижного состава 65 лет, вплоть до 1925 года, когда норма величины перегонного междупутья была увеличена до 4100 мм в прямых участках пути с учётом увеличения всех габаритных размеров и в кривых радиусом 1200 м и менее. В дальнейшем в связи с развитием ЖД-транспорта Союза ССР габариты приближения строений и подвижного состава изменялись и устанавливались ГОСТами Союза.
Государственным стандартом ГОСТ 9238 установлены габариты подвижного состава: Т; 1-Т; 1-ВМ; 0-ВМ; 02-ВМ и 03-ВМ.
- Габарит Т распространяется на подвижной состав, допущенный к обращению по путям, сооружения и устройства на которых отвечают требованиям габаритов приближения строений С и Сп. Размеры:
  - Т — 5,3 × 3,75 м,
  - Тц — 5,2 × 3,75 м,
  - Тпр — 5,3 × 3,55 м.
- Габарит 1-Т распространяется на подвижной состав, допущенный к обращению по всем путям общей сети дорог, подъездным путям, и путям промышленных предприятий. Размеры:
  - 1-Т — 5,3 × 3,4 м.
- Габариты 1-ВМ, 0-ВМ, 02-ВМ и 03-ВМ, до введения ГОСТ 9238—83 в 1983 году называвшиеся соответственно 0-T, 01-Т, 02-Т и 03-Т, распространяются на подвижной состав, допущенный к обращению по железным дорогам колеи 1520 (1524) мм и дорог колеи 1435 мм. Размеры:
  - 0-ВМ — 4,65 × 3,25 м,
  - 1-ВМ — 4,7 × 3,4 м,
  - 02-ВМ — 4,65 × 3,15 м,
  - 03-ВМ — 4,28 × 3,15 м.

### США

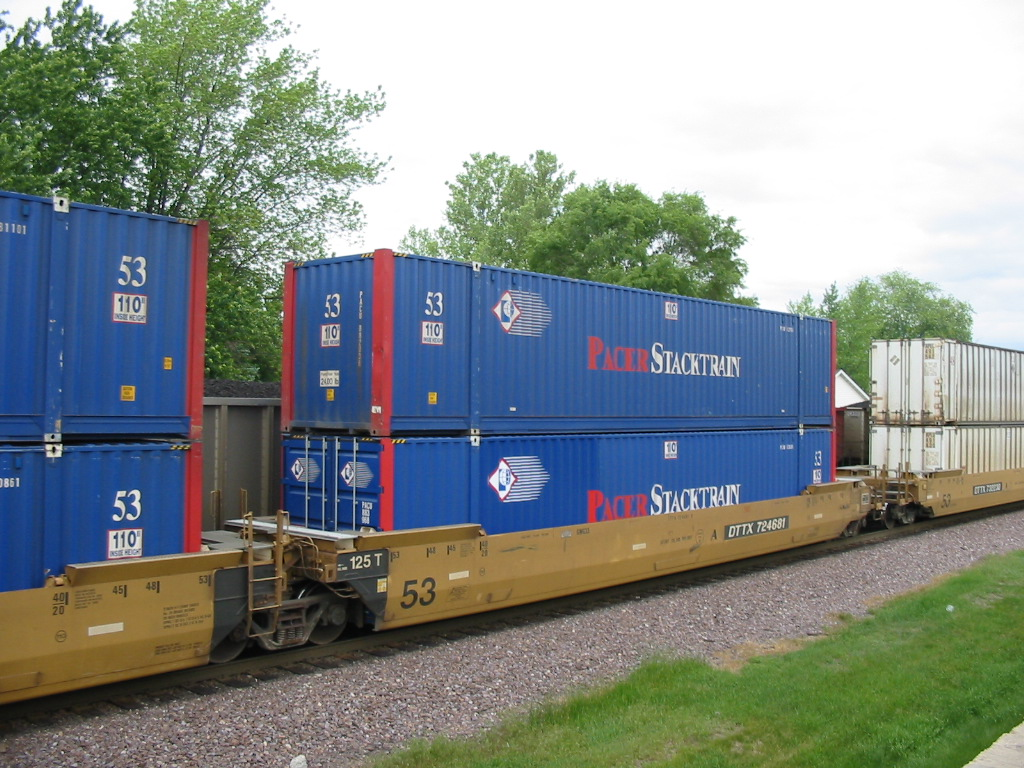
Перевозка контейнеров в 2 яруса

В США габариты определяются Ассоциацией американских железных дорог (Association of American Railroads, AAR). Наиболее распространён габарит AAR Plate B (ширина 3,25 м, высота 4,62 м), однако основные магистрали рассчитаны на подвижной состав большей высоты; например, габарит AAR Plate K имеет высоту 6,15 м, что позволяет грузить стандартные контейнеры в два яруса.

### Япония
Основная масса японских железных дорог имеет колею 1067 мм и рассчитана на подвижной состав шириной 3 м и высотой 4,1 м. Часть линий, однако, имеет меньшие габариты.
Линии Синкансэн (колея 1435 мм) рассчитаны на подвижной состав шириной 3,4 м и высотой 4,5 м.

## По видам рельсового транспорта
В рамках одной страны различные виды рельсового транспорта общего пользования (железная дорога, метрополитен и трамвай) обычно имеют одинаковую колею, но габарит подвижного состава существенно различается. Связано это с тем, что габарит подвижного состава метрополитена ограничен размером тоннелей, а трамвая — необходимостью движения в городе в общем потоке с другим транспортом и проезда по автомобильным тоннелям и под сравнительно низкими городскими путепроводами. Габарит подвижного состава ранних трамвайных систем (Москва, Санкт-Петербург, Нижний Новгород) на отдельных участках может быть ещё меньше.
Например, в России для транспорта на колее 1520 мм действуют следующие габариты (ширина х высота):
- Железная дорога — 3750 мм × 5300 мм;
- Метрополитен — 2700 мм × 3750 мм;
- Трамвай (системы постройки с 1960-х годов) — 2600 мм × 3300 мм.